# 中華民國—厄瓜多關係
中華民國與厄瓜多共和國於1946—1971年有官方外交關係，斷交後，中華民國政府於厄瓜多首都基多設立具大使館功能的代表機構。

## 政治

### 外交

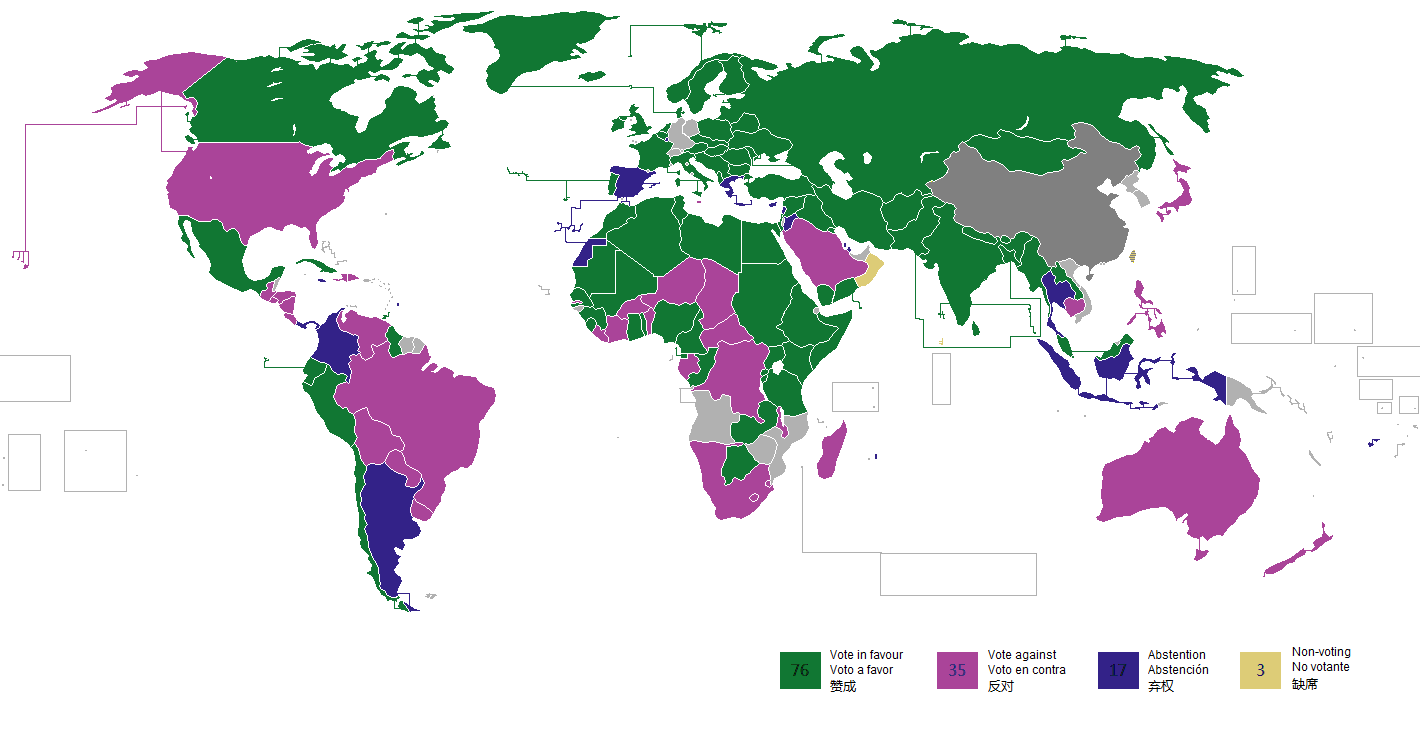
綠色國家表示在1971年的投票中反對中華民國續留聯合國，即《聯合國大會2758號決議》，其中包括厄瓜多。

1946年1月6日，中華民國與厄瓜多建立公使級外交關係。
1947年7月11日，派駐厄瓜多公使（首任公使由駐哥倫比亞公使兼任。1955年，兼使改為專使）。
1948年1月，於首都基多設立中華民國駐厄瓜多共和國公使館。
1949年，中華民國政府遷台後，兩國繼續維持邦交。
1950年11月30日，厄瓜多在聯合國安全理事會上否決中共代表伍修權等提出之「美國侵略台灣案」。
1957年1月15日，升格為大使級外交關係。7月，公使館升格為中華民國駐厄瓜多共和國大使館，並派駐大使。
1958年，於首都臺北設立厄瓜多共和國駐中華民國大使館，並派駐大使，由駐日本大使兼任。
1971年10月25日，厄瓜多投票支持中華人民共和國取代中華民國的「中國席位」，即《聯合國大會2758號決議》。11月17日，厄瓜多與中華民國斷交（12日先行關閉大使館）。
2019年5月14日，14名厄瓜多國會議員致函世界衛生組織（WHO）呼籲邀請台灣出席世界卫生大会（WHA）。
2020年5月，厄瓜多與其他9個美洲國家共71名「福爾摩沙俱樂部」（Formosa Club）的友台國會議員以「一人一信」方式，致函WHO幹事長谭德塞，呼籲WHO正視中華民國（臺灣）參與世界衛生體系的必要性與急迫性。
2020年7月30日，前中華民國總統李登輝逝世，前厄瓜多代理總統阿特亞加、國會第一副議長索洛爾薩諾（César Solórzano）表示哀悼。

#### 人員互訪（1991年至今）
僅列舉部分名單：
中華民國：審計部審計長蘇振平、監察委員趙榮耀、僑務委員會委員長張富美、中華民國對外貿易發展協會副董事長單驥、國立屏東大學校長古源光。
厄瓜多：前總統馬瓦德、副總統裴雅艾瑞拉、農業暨畜牧部長布拉薩（Galo Plaza）、工商暨漁業部次長阿吉雷、衛生部次長葉彌達、審計長普力特（Carlos Polit）、副審計長謝利（Pablo Celi）、國家檢察長波哈（José María Borja Gallegos）、國會第三書記長多雷斯、國會外交委員會主席莫雷諾（Hugo Moreno Romero）、席爾芭（Lucrecia Jacqueline Silva）、國會左翼民主黨團主席羅梅洛、左翼民主黨主席伊薩、駐英國大使拉彌雷斯。

### 代表機構
1974年10月17日，中華民國於厄瓜多第1大城設立駐厄瓜多惠夜基臺灣領務代理處。1977年4月12日，於首都基多設立具大使館功能的中華民國駐厄瓜多商務處，是首個在非邦交國使用中華民國國號的駐外機構。5月1日，台灣領務代理處則更名為駐惠夜基分處（。於1998年10月31日關閉）。
1983年3月25日，厄瓜多於中華民國首都台北設立類似功能的商務處，但於1988年7月因財政困難而關閉。2005年2月，厄瓜多派員赴台辦理恢復設處事宜，但該員返國後車禍身亡，且厄瓜多政權輪替以及經費問題，擱置至今。
2017年6月27日，中華民國外交部表示受厄瓜多政府片面要求，原中華民國駐厄瓜多商務處已更名為臺北駐厄瓜多商務處（Oficina Comercial de Taipei）。

## 經濟

### 貿易
| 年分 | 貿易總額    | 貿易總額 | 貿易總額 | 出口至厄瓜多 | 出口至厄瓜多 | 出口至厄瓜多 | 自厄瓜多進口 | 自厄瓜多進口 | 自厄瓜多進口 | 順逆差 |
| 年分 | 金額        | 年增減   | 排名     | 金額         | 年增減       | 排名         | 金額         | 年增減       | 排名         | 順逆差 |
| ---- | ----------- | -------- | -------- | ------------ | ------------ | ------------ | ------------ | ------------ | ------------ | ------ |
| 2017 | 154,637,915 | ▼1.7%    | 76       | 142,149,183  | ▲19.9%       | 58           | 12,488,732   | ▼67.8%       | 113          | 順差▲  |
| 2018 | 176,653,249 | ▲14.2%   | 75       | 169,061,300  | ▲18.9%       | 58           | 7,591,949    | ▼39.2%       | 115          | 順差▲  |
| 2019 | 133,638,165 | ▼24.4%   | 80       | 122,981,426  | ▼27.3%       | 63           | 10,656,739   | ▲40.4%       | 110          | 順差▼  |
| 2020 | 135,300,885 | ▲1.2%    | 81       | 121,305,061  | ▼1.4%        | 59           | 13,995,824   | ▲31.3%       | 103          | 順差▼  |
| 2021 | 301,056,288 | ▲122.5%  | 65       | 173,053,261  | ▲42.7%       | 57           | 128,003,027  | ▲814.6%      | 68           | 順差▼  |
| 2022 | 269,571,174 | ▼10.5%   | 70       | 176,545,413  | ▲2.0%        | 60           | 93,025,761   | ▼27.3%       | 77           | 順差▲  |
| 2023 | 362,261,638 | ▲34.4%   | 62       | 270,938,597  | ▲53.5%       | 47           | 91,323,041   | ▼1.8%        | 71           | 順差▲  |
| 2024 | 276,332,067 | ▼23.7%   | 65       | 149,010,235  | ▼45.0%       | 58           | 127,321,832  | ▲39.4%       | 64           | 順差▼  |

2023年的兩國貿易項目如下：
出口至厄瓜多的前10大項目為：石油與提自瀝青礦物之油類（原油除外）、以石油或瀝青質礦物為基本成份之未列名製品、廢油；苯乙烯之聚合物；機動車輛所用之零件與附件；冷凍魚；丙烯或其他烯烃之聚合物；自行車或機動車輛用之電氣照明或信號設備、擋風板刮刷器、去霜或去霧器；空氣泵或真空泵、空氣或其他氣體压缩机與风扇；撚線、繩、索製之結織網，紡織材料製之渔网與其他網類；合成纖維絲紗梭织物；新橡膠氣胎等。
自厄瓜多進口的前10大項目為：貴金屬礦石及其精砂；甲殼類動物；冷凍蔬菜；铝廢料與碎屑；銅礦石及其精砂；不適於人類食用之肉、魚、甲殼類、软体动物或其他水產无脊椎动物；花束用或裝飾用之切花與花蕾；咖啡、茶或馬黛茶之萃取物、浓缩物或為主要成分之調製品，焙製菊苣與其他焙製咖啡代用品之萃取物、濃縮物；特殊物品，含進口未超過5萬新臺幣之小額報單與其他零星物品；鐵屬廢料、重熔用廢鋼鐵鑄錠等。

### 投資
1983－1994年，台灣中國石油公司（中油）基於分散油源、降低能源危機可能產生的影響，與厄瓜多簽約購買原油萬餘桶。1986年、1989年中油以海外石油及投資公司名義於厄瓜多東部亞馬遜盆地第16號及第17號油田進行石油探勘及開採，投資金額9,000多萬美元，是臺灣在厄瓜多最大投資。2002年5月，於首都基多設置辦事處，負責聯繫、監督採油作業，以及尋求投資機會。至2008年，投資總額超過13億美元。
截至2023年，根據中華民國經濟部投資審議司統計，尚無臺商前往厄瓜多投資，但根據厄瓜多中央銀行統計，總投資金額為390萬美元；厄瓜多在臺灣總投資金額為242萬美元，計有4件。

### 產業
1978年12月6日，恢復派駐厄瓜多農業技術團，提供稻米、蔬菜、養豬、蘭花、小型農機運用、資訊教育、水產養殖、食品加工、穀物生產與行銷等方面合作。因應國際合作趨勢和情勢變遷、多邊和雙邊的合作需求、以成果及符合民生為導向，技術合作業務自2013年12月31日完成轉型，並自2014年起採行計畫經理人新制與厄瓜多技術合作。目前執行及推動的計畫包括：竹產業合作、牡蠣繁養殖、農業食品加工、蔬菜產銷能力提升、製鞋工業園區等。

### 會展
2015年7月2日，中華民國外交部委託中華民國對外貿易發展協會（外貿協會）首次組團參加於首都基多展覽中心舉行的「2015年厄瓜多國際鞋類及組件展」，為期3天。臺灣是唯一以國家館參展的參展國。
2017年9月13日，臺北駐厄瓜多商務處以設立「臺灣形象館」方式參加厄瓜多基多商會首次舉辦的「B2B厄瓜多進出口、貿易洽談、座談及展覽會」。

### 組織
目前分別有「厄瓜多臺灣商會」、「惠夜基臺灣商會」，共約100名會員，集中在進口經銷與零售，規模在10萬－500萬美元不等。 

## 交流

### 僑民
截至2017年，在厄瓜多的台僑約800人。主要僑居地在基多、惠夜基、馬恰拉等城市。先後設立的僑團有：厄京華僑公會、惠夜基自由華僑協會、馬恰拉自由華僑協會、孫中山協會、厄瓜多台灣商會、厄瓜多惠夜基台灣商會、厄瓜多台灣同鄉會、孔孟文化交流協會、中華民國基金會、厄瓜多福爾摩沙基金會、厄瓜多台灣民主進步協會、中厄文化中心等。2002年，中華民國駐厄瓜多商務處協助僑界成立全僑民主和平聯盟厄瓜多支盟。

### 宗教
1995年10月，台灣高雄市元亨寺菩妙老和尚在惠夜基設立厄瓜多第一個佛堂。2000年5月，在第3大城昆卡建造元亨寺精舍（靜修道場）。至今，在基多、惠夜基及第5大城馬查拉均已成立元亨國際學佛會分會。

### 學術
2002年1月，國際合作發展基金會（國合會）邀請厄瓜多工商部派員參與「科技產業政策與管理研習班」。厄瓜多原擬派主管工業化次長參加，但因中華人民共和國駐厄瓜多大使館向該國外交部及工商部施壓，以致次長無法成行。
中華民國政府提供厄瓜多學生台灣獎學金、華語文獎學金，國合會也提供高等人力培訓獎學金，至2016年獲頒獎學金學生有70人。2015年，厄瓜多成立留台校友會。

## 協定
| 日期           | 簽署                                                                                        | 備註         |
| -------------- | ------------------------------------------------------------------------------------------- | ------------ |
| 1946年1月6日   | 《中華民國與厄瓜多共和國友好條約》                                                          | 以下簡稱中厄 |
| 1959年6月12日  | 《中厄文化專約》                                                                            |              |
| 1964年6月17日  | 《中厄貿易協定》                                                                            |              |
| 1966年2月18日  | 《中厄技術合作協定》                                                                        | [ 註 3 ]     |
| 1978年9月18日  | 《中華民國經濟部農業司與厄瓜多共和國國家農牧調查局間技術合作協定》                          | [ 註 4 ]     |
| 1981年1月27日  | 《中華民國經濟部農業司與厄瓜多共和國陸軍工業署間漁業技術合作協定》                          | [ 註 5 ]     |
| 1985年1月22日  | 《中華民國行政院農業委員會與厄瓜多共和國陸軍工業署間技術合作協定延期換文》                  |              |
| 1985年7月5日   | 《中華民國行政院農業委員會與厄瓜多共和國農牧部農牧技術合作協定換文》                        | [ 註 6 ]     |
| 1987年2月4日   | 《中華民國（臺灣）行政院農業委員會與厄瓜多共和國工商漁業部間漁業技術合作協定換文》          |              |
| 1987年8月11日  | 《中華民國行政院農業委員會與厄瓜多共和國國防部間漁業技術合作協定》                          | [ 註 7 ]     |
| 1988年5月25日  | 《中厄郵政國際快捷郵件協定》                                                                |              |
| 2006年11月9日  | 《中華民國（臺灣）審計部與厄瓜多審計總署合作協定》                                          |              |
| 2009年         | 《國立中央大學與厄瓜多農業大學資訊合作協定》 《國立中央大學與厄瓜多農業大學農產品加工協定》 | [ 39 ]       |
| 2010年         | 《國立中央大學與厄瓜多全國農民組織資訊合作協定》                                            | [ 40 ]       |
| 2012年6月      | 《輔仁大學與厄瓜多軍事理工學院合作意向書》 《輔仁大學與厄瓜多南半球大學合作意向書》         | [ 41 ]       |
| 2015年10月30日 | 《淡江大學美洲研究所與厄瓜多國際大學國際關係研究中心合作意向書》                            | [ 31 ]       |
| 2015年11月10日 | 《國立臺北科技大學與厄瓜多軍事理工學院合作協議》                                            | [ 31 ]       |
| 2017年9月      | 《中國輸出入銀行與厄瓜多太平洋銀行轉融資協定》                                              | [ 33 ]       |
| 2018年8月      | 《中國輸出入銀行與厄瓜多瓜基爾銀行融資協議》                                                | [ 42 ]       |
| 2021年2月17日  | 《中華民國（臺灣）法務部調查局洗錢防制處與厄瓜多共和國金融經濟分析中心瞭解備忘錄》          |              |

## 簽證

持中華民國護照的中華民國國民簽證要求分布圖：入境厄瓜多可以電子簽證。

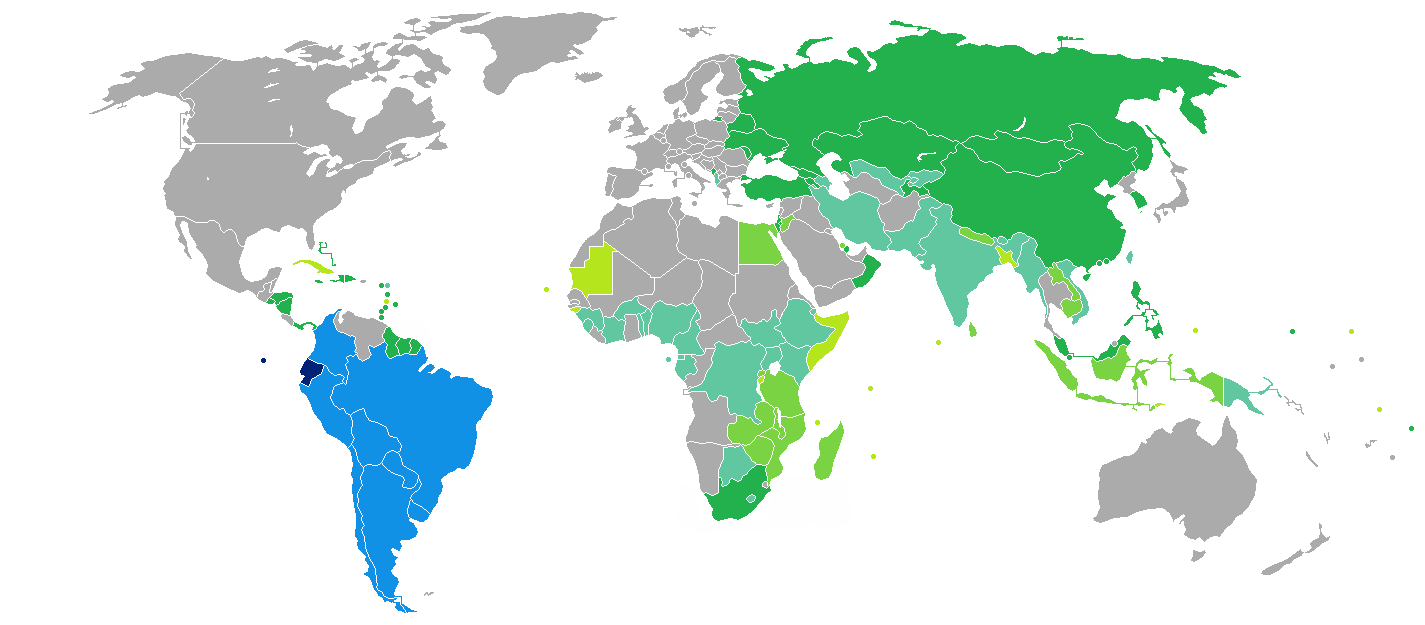
持厄瓜多護照的厄瓜多人口簽證要求分布圖：入境中華民國可以電子簽證。

持有中華民國護照的中華民國國民須事先於厄瓜多外交部「簽證核發中心」申請電子簽證（E-VISA）。觀光簽證90天可多次入出境；商務簽證180天亦可多次入出境。經厄瓜多轉機不超過24小時且不出境，無需申請過境簽證。
持有厄瓜多護照的厄瓜多國民亦可以電子簽證入境中華民國，停留最多30天並不得延期。

## 交通

### 航空

#### 客運
兩國無直航班機，可經由（不計航點遠近，截至2023年7月4日）：
- 臺北→阿姆斯特丹、紐約、休士頓，再轉機前往厄瓜多的國際機場（英语：List of airports in Ecuador）。[36]

### 駕車
持有中華民國護照與中華民國汽車駕駛執照（西班牙文譯本並經外交部領事事務局、臺北駐厄瓜多商務處、厄瓜多外交部驗證），可在厄瓜多駕車，使用期限依據持有人合法停留該國期限；持有效駕駛執照，並通過相關測驗，可換發厄瓜多駕駛執照。

## 外部連結
- 中華民國外交部－厄瓜多共和國簡介 （页面存档备份，存于）
- 臺北駐厄瓜多商務處（Facebook）
- 外交部領事事務局－國外旅遊警示分級表
- 中華民國衛生福利部－國際旅遊疫情建議等級
- 中華民國國際經濟合作協會 （页面存档备份，存于）
- 慈濟基金會厄瓜多聯絡點的Facebook專頁